# Крісло

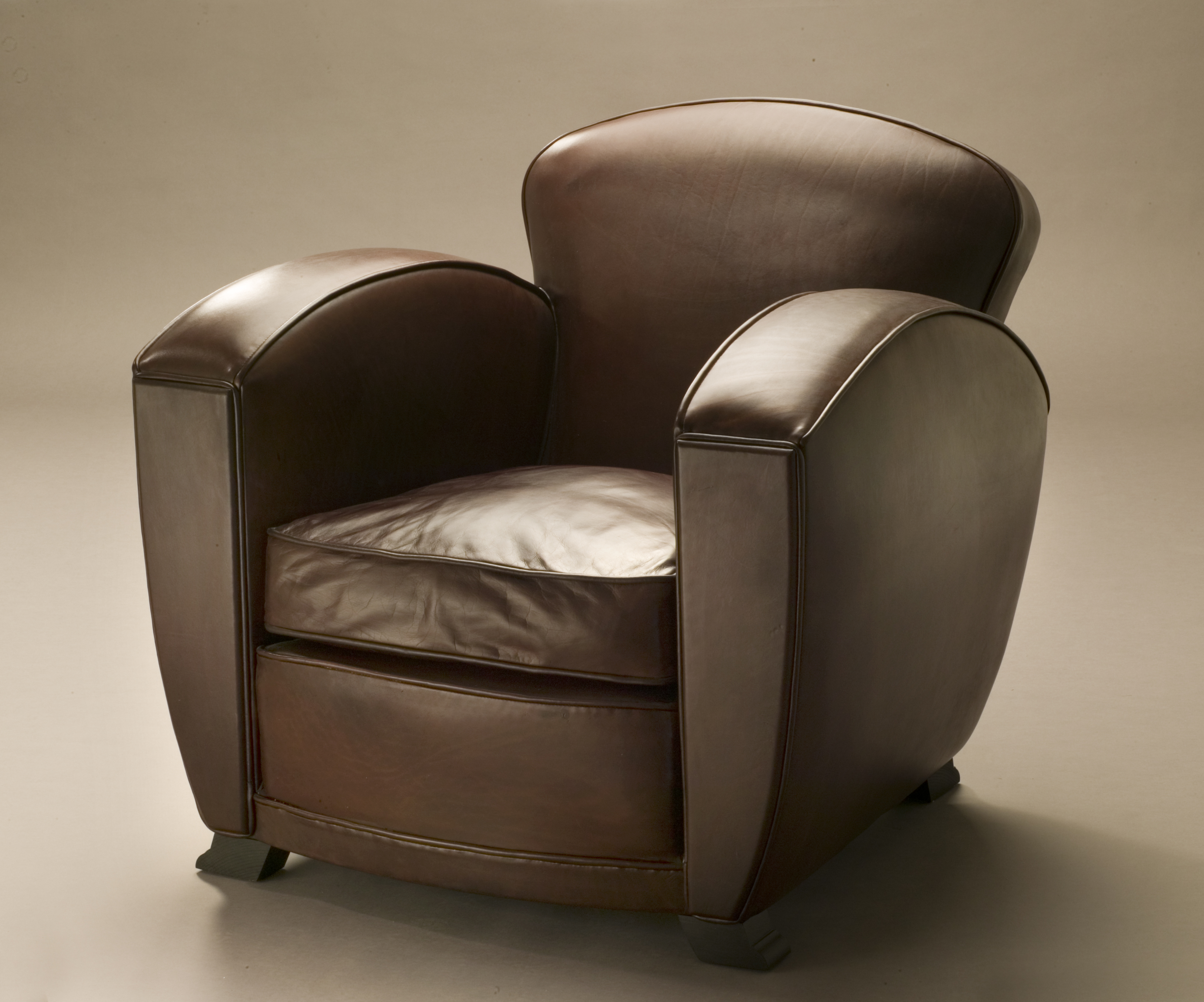
Крісло

Крі́сло (від прасл. *krěslo), діал. фоте́ль (від фр. fauteuil) — предмет меблів, широкий стілець з поручнями, на які можуть спиратися лікті — підлокітниками.
Слово крісло має слов'янські корені: прасл. *krěslo споріднене з *krosno — «кросна», «рама». Колись так називалися три бруски, зв'язані трикутником, які кріпилися до задньої частини воза чи саней для перевезення громіздкої поклажі (наприклад, дров).

## Див. також

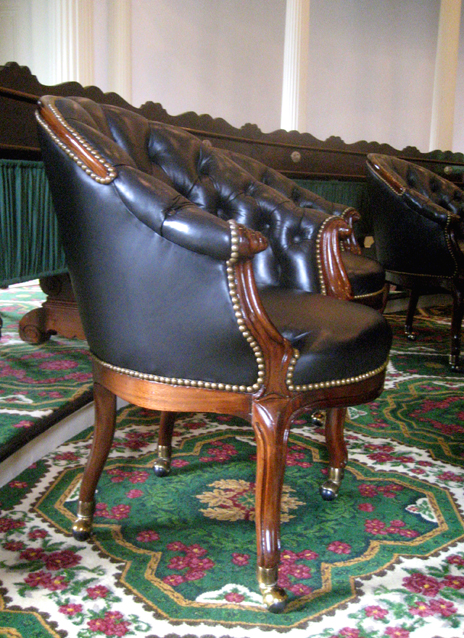
Крісло в стилі рококо

## Різновиди
| Фото | Назва                              | Опис |
| ---- | ---------------------------------- | --- |
|      | Крісло-кабріоль крісло-«кабріолет» | Легке крісло, схоже на звичайний стілець з легкими підлокітниками                                                                                 |
|      | Вольтерівське крісло               | Різновид кабріоля з високою спинкою |
|      | Клубне крісло                      | Масивне крісло з великими підлокітниками, зазвичай з шкіряною оббивкою                                                                            |
|      | Крісло-сквот                       | М'яке крісло з бахромою чи драпуванням, що прикривають ніжки                                                                                      |
|      | Курульне крісло                    | Хоча називається кріслом, по суті, являє собою табурет з м'яким сидінням                                                                          |
|      | Крісло «Василій»                   | Легке крісло з металевим каркасом. Розроблене дизайнером Марселем Брейєром, отримало назву на честь художника-абстракціоніста Василя Кандінського |
|      | Крісло-трансформер                 | Крісло з додатковими пристроями (наприклад, із механізмом, що дозволяє трохи розкласти крісло)                                                    |
|      | Крісло режисера                    | Складане крісло з перехресними стійками |
|      | Шезлонг                            | Розкладане пляжне крісло |
|      | Крісло-метелик                     | |
|      | Крісло-крапля                      | Крісло у вигляді величезної краплі із заглибиною                                                                                                  |
|      | Крісло-папасан                     | |
|      | Обертове крісло                    | Використовується як робоче крісло для роботи за письмовим столом, комп'ютером                                                                     |
|      | Крісло-гойдалка                    | |
|      | Крісло-мішок                       | Безформне крісло у вигляді великого мішка |
|      | Крісло-ліжко                       | Розкладане |

## Спеціальні крісла

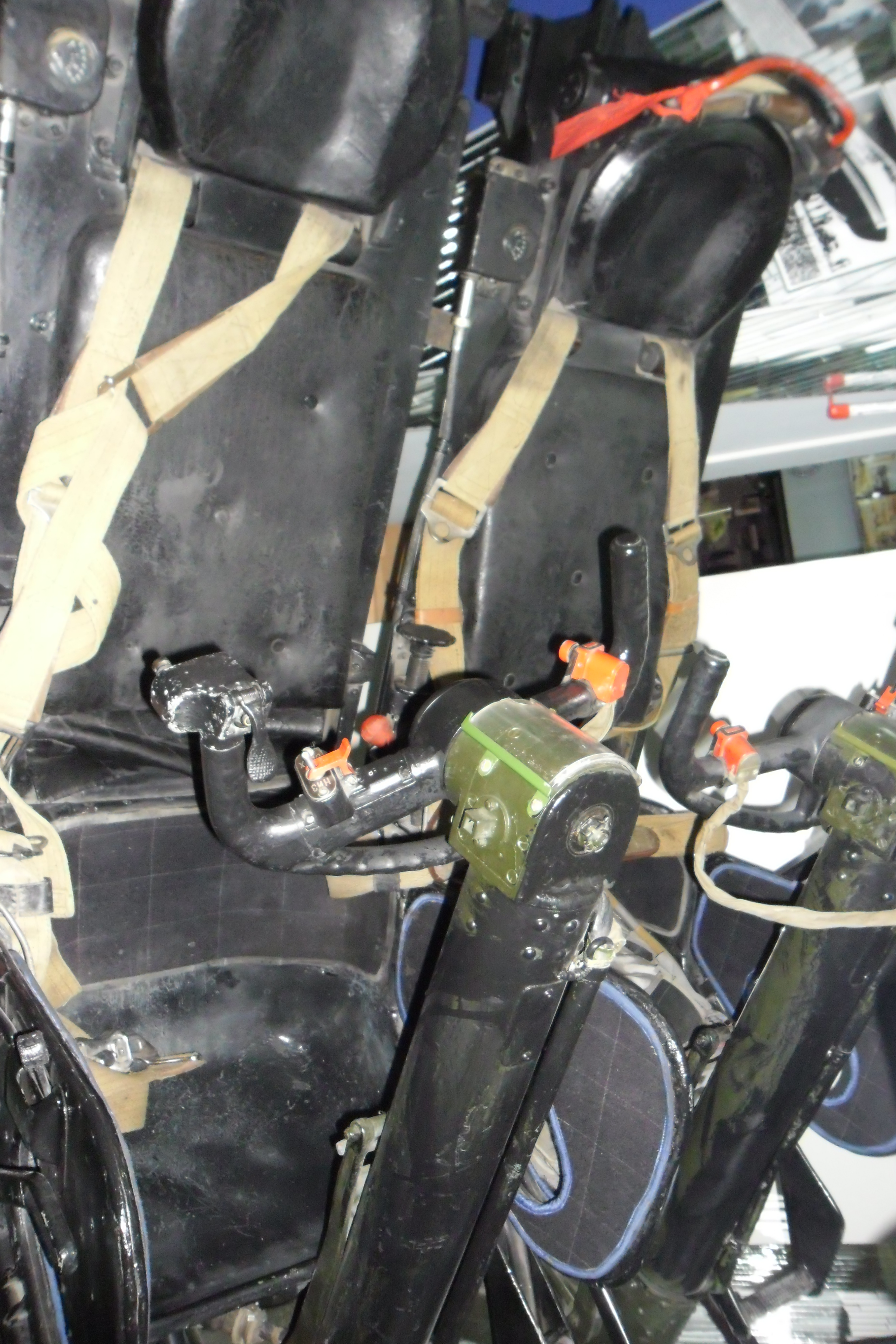
Крісла льотчиків. Ту-16.

- Масажне крісло.
- Крісло курця — з вбудованою попільничкою.
- Крісло автомобільне чи автокрісло — не належить до меблів, оскільки може використовуватися тільки в автомобілі і є його частиною.
- Дитяче автокрісло — різновид автокрісла, що може бути віднесено до меблів, оскільки може зніматися з авто і використовуватися як частина дитячого візка чи переносний або хатній пристрій.
- Крісло пілота — крісло з додатковими пристроями для пілота літака чи водія машини.